# Charles Walters
Pour les articles homonymes, voir Walters.
Charles Walters (né le 17 novembre 1911 à New York et mort le 13 août 1982 à Malibu en Californie) est un danseur, un chorégraphe, puis un réalisateur américain. Il a réalisé plusieurs comédies musicales connues : Parade de printemps, Entrons dans la danse, La Jolie Fermière, Haute Société.

## Biographie
Il est né en 1911. En 1931, après ses études il fait ses débuts comme danseur dans une revue itinérante de Fanchon and Marco. Remarqué, il conçoit ses premières chorégraphies pour des comédies musicales. Ayant rejoint Hollywood, il crée des danses pour Fou de girls (Girl Crazy) en 1943, puis participe à d'autres spectacles. Parrainé par le producteur Arthur Freed, il réussit une transition vers le métier de réalisateur et tourne  Vive l'amour (Good News) en 1947. Il réalise ensuite Parade de printemps (Easter Parade) diffusé en 1948 avec Fred Astaire et Judy Garland, puis dirige Fred Astaire et Ginger Rogers dans Entrons dans la danse (The Barkleys of Broadway) diffusé en 1949, qui est un succès important. Charles Walters dirige également Judy Garland et Gene Kelly dans La Jolie Fermière (Summer Stock) (1950). 
Les films réalisés s'enchainent ensuite chaque année, avec notamment Lili en 1953,, Haute Société (High Society) en 1956, , (où apparaît Louis Armstrong) et La Plus Belle Fille du monde (Billy Rose's Jumbo) en 1962,. Il quitte la MGM en 1964 et participe ensuite à des réalisations télévisées.
Il meurt à Malibu en 1982.

## Filmographie

### Comme réalisateur
- 1947 : Vive l'amour (Good News)
- 1948 : Parade de printemps (Easter Parade)
- 1949 : Entrons dans la danse (The Barkleys of Broadway)
- 1950 : La Jolie Fermière (Summer Stock)
- 1951 : Vénus en uniforme (Three Guys Named Mike)
- 1951 : Carnaval au Texas (Texas Carnival)
- 1952 : La Belle de New York (The Belle of New York)
- 1953 : Lili
- 1953 : Traversons la Manche (Dangerous When Wet)
- 1953 : La Madone gitane (Torch Song)
- 1953 : Désir d'amour (Easy to Love)
- 1955 : La Pantoufle de verre (The Glass Slipper)
- 1955 : Le Tendre Piège (The Tender Trap)
- 1956 : Haute Société (High Society)
- 1957 : Prenez garde à la flotte (Don't go near the water)
- 1959 : Une fille très avertie (Ask Any Girl) avec David Niven, Shirley MacLaine
- 1960 : Ne mangez pas les marguerites (Please Don't Eat the Daisies)
- 1960 : La Ruée vers l'Ouest (Cimarron) (non crédité)
- 1961 : Anna et les Maoris (Two Loves)
- 1962 : La Plus Belle Fille du monde (Billy Rose's Jumbo)
- 1964 : La Reine du Colorado (The Unsinkable Molly)
- 1966 : Rien ne sert de courir (Walk Don't Run)

### Chorégraphie (extrait)
- 1943 : Fou de girls (Girl Crazy) de Norman Taurog et Busby Berkeley